# 特捜戦隊デカレンジャー
『特捜戦隊デカレンジャー』（とくそうせんたいデカレンジャー）は、2004年2月15日から2005年2月6日まで、テレビ朝日系列で毎週日曜7:30 - 8:00（JST）に全50話が放送された、東映制作の特撮テレビドラマ、および作中で主人公たちが変身するヒーローの名称。

## 概要
警察をモチーフにして制作された本作品では、時代設定を現代（2004年度）としながらも、人類が既に宇宙に進出し、宇宙人と日常的に交流を持っている近未来的社会な架空の世界観を舞台にストーリーが構築されている。またシリーズ構成面では敵組織を設定せず、毎回宇宙警察地球署の刑事たちが異なる事件を捜査していく、一話完結の刑事ドラマ的な展開を採用している。特定の敵組織が設定されていない代わりとして、本作品では全編を通して、毎回登場する宇宙犯罪者に武器商人であるエージェント・アブレラが犯罪の斡旋や各種兵器のレンタルを行うなど、従来のシリーズ作品とは一線を画した設定がなされている。その関係から、本作品に登場した敵怪人や巨大兵器の総数は優に100を超え、シリーズ中でも最大の規模となった。
東映チーフプロデューサーの塚田英明は、自身が以前に刑事ドラマを担当していたことや1話ごとに変化を持たせたいという構想に刑事ドラマをモチーフとするのが適していたことなどから警察をモチーフに選んだことを述べている。
スーパー戦隊シリーズとして初めてビデオによる編集システムが導入された『百獣戦隊ガオレンジャー』以降、同シリーズにおける巨大ロボットの戦闘シーンはCGにかける比重が増していたが、本作品では「CGに頼り過ぎない」のと「質感重視」の方針から、昔ながらのミニチュアを用いた手法にも力が入れられた。
番組構成では、前作『アバレンジャー』での本編Cパートに替わりエンディングテーマのイントロにキャラクターやアイテムなどを紹介する「お楽しみコーナー」が挿入されている。
本作品の最終回では、番組終了時のスポンサーバックにおいて、デカレッドから次作『魔法戦隊マジレンジャー』のマジレッドへとバトンタッチする映像を流すという試みもなされており、これ以降現行作品のレッドから、次作品のレッドへのバトンタッチはシリーズ最終回の恒例行事となった。

## あらすじ
恒星間飛行が現実のものとなり、地球人類と異星人の交流が日常となっている時代。犯罪もその態様を変えていた。地球人が持たない身体能力や地球文明が及ばない科学技術を用いた犯罪は、もはや地球の警察の処理能力の限界を超えてしまっていた。このような星間犯罪を取り締まる惑星間組織が、宇宙警察スペシャル・ポリス・デカレンジャー（略称「S.P.D」）である。
ある日、巨人種異星人によるバスジャックが発生した。犯人はまとめ役でもあるホージーこと戸増宝児率いる宇宙警察地球署の刑事たちによって素早く逮捕されたが、処理を終えて戻ってきた刑事たちを地球署署長ドギー・クルーガーが待っていた。彼は先に護送されてきた犯人に対する取り調べで謎の金属を犯人が所持していたことと、鑑定でその金属は明白に地球外物質であると分かった旨を伝える。署長はこの犯人が何者かによって運び屋に使われたと推測していた。
早速聞き込みに出たホージーたちは金属の秘密を知る人物を突き止めるが、目の前で何者かに射殺されてしまう。暗殺犯は大量のメカ人間を放って刑事たちの足止めを図るが、突如割り込んだ6輪パトカーのマニピュレーターに捕まってしまう。パトカーから降りた、警察官にあるまじき派手な髪型の男の名は「バン」こと赤座伴番。ドギーの要請で地球署に配属されたばかりの新米刑事だった。

## 設定・用語

### 宇宙警察
全宇宙の安全と平和を守る宇宙連邦の行政機関。S.P.D（Special Police Dekaranger）とも記される。各惑星に分署を置く。幼年期から訓練生として所属することが可能である。
デカレンジャー
宇宙警察に所属する警察官の総称だが、本編では主に地球署に所属する刑事達を指す。
了解する際のかけ声は「ロジャー」で、スワットモード習得訓練時は「サー、イエッサー」を使用する。
地球署
宇宙警察の地球支部。デカベースを拠点としている。
地球の警察と連携しているようで、現場で絡む場面もある。
特別指定凶悪犯罪対策捜査官
特に凶悪な特別指定者のアリエナイザーによる事件のみを専門に手がける、宇宙警察本部直属の捜査機関。略称および通称は特キョウ。昇進試験により昇進可能であり、階級章は通常の捜査官が銀色のバッジなのに対し、金色のバッジ。また、特キョウの管轄となった事件に対しては管轄署の署長以上の権限が与えられる。所属する捜査官全員が正拳アクセルブローという特別な格闘術を会得しており、戦闘時には銃器などの武装を使わず徒手空拳を用いるのが特徴である。

### アリエナイザー
惑星間宇宙犯罪者、特に自身の特殊能力を使って犯罪を起こす者の総称。地球では不可思議犯罪者と呼ばれる。綴りは"Alienizer"。
その大半は宇宙警察によって宇宙犯罪者のリストであるパンスペースクライムファイルに記載され、全宇宙に指名手配されているが、名前だけは知られているものの出身星が不明の者も多い。地球人と異なる能力を持つため、警視庁からアリエナイザーが出現すると宇宙警察に出動が要請される。大抵の個体は巨大化能力を持たず怪重機に搭乗して巨大戦を行うが、個人の特殊能力などにより巨大化できる者もいる。
- 名称は「エイリアン」のもじりと「あり得ない」をかけたもの[5]。脚本の荒川稔久が子供のころに「ALIEN」を正しく読めず「ありえん」と読んでいたことに由来する[5]。
- 敵を従来の組織ではなく、個々の犯罪者にしたのは、1年を掛けて強大な組織の敵を倒す構造ではなく、5人の刑事のため、最後までただ犯罪者を追う話として描き、敵組織として描かない分、5人のドラマを描くものとなった[16]。
- 塚田英明は、出身惑星よりも、個人のキャラクターを第一に描いた『21エモン』方式で発想したと語っている[17]。

#### アリエナイザーの装備
ここで紹介するものは全てエージェント・アブレラが開発し、販売・レンタルする商品である。
マッスルギア
中盤より登場する戦闘強化服。マッスルブレスのボタンを押すことで装着する。脅威的なパワーと装甲を誇り、さらに光学迷彩で姿を消す機能も備えている。初登場時はデカレンジャー5人が全く歯が立たないほどの性能を発揮した。その後もたびたび改良を加えられつつ登場。最終決戦では、パワー、スピード、防御、剣術と、特定の分野に特化したハイパーマッスルギアが登場した。
- 共通の身体に新規造形の頭部を組み合わせている。

怪重機
有人操縦型巨大マシーン。商品というだけあってデビルキャプチャーやキャノングラディエーターのような同型機が複数出てきたりゴッドパウンダーのようなオーダーメイドあり、本作品の巨大ロボット戦を特徴的なものにしている一因ともなっている。
様々な武装に加え、周囲に甚大な被害を齎す可能性のある非合法な技術を積んでいることも珍しく無いが、その真髄は操縦法さえ知っていれば誰でも簡単に乗りこなせる点にある。
パイロットはアリエナイザーであるケースと（この場合、搭乗した相手にそのままジャッジメントが下される）、アブレラの命によるバーツロイド、イーガロイドなどのドロイドの場合とがある。一部の機体にはジャスミンが命名したアダ名が付いている。

## キャスト
地球署の刑事たち以外のレギュラー陣で唯一顔出し（俳優自身が出演すること）の地球署エンジニアの白鳥スワン役には、元アイドル歌手であり、女優としても活躍する石野真子が起用された。スワンは、企画段階で設定されていた「小料理屋のママ」と、菅原文太をイメージしたというエンジニアを統合したキャラクターであった。

### レギュラー・準レギュラー
- 赤座伴番 / デカレッド - 載寧龍二
- 戸増宝児 / デカブルー - 林剛史
- 江成仙一 / デカグリーン - 伊藤陽佑
- 礼紋茉莉花 / デカイエロー - 木下あゆ美
- 胡堂小梅 / デカピンク - 菊地美香
- 姶良鉄幹 / デカブレイク - 吉田友一（22 - 50）
- 白鳥スワン - 石野真子

### 声の出演
- ドギー・クルーガー / デカマスター - 稲田徹
- ポルポ教官[注釈 3] - 二又一成（1）
- ヌマ・O長官 - 岸野一彦（22,23,36,37,44,47,49,50）
- ブンター - 楠見尚己（32,33,36）
- ギョク・ロウ - 浪川大輔（47,50）
- デカベースアナウンス - 落合隼亮（1,16）
- エージェント・アブレラ - 中尾隆聖（4,6 - 9,11 - 15,18,21,22,24,25,28,30,32 - 36,40,42 - 44,46,48 - 50）
- アーナロイド、バーツロイド - 塩野勝美[注釈 4]、穴井勇輝[注釈 4]
- イーガロイド（7,8,12,30,44,49,50）、ウニーガ（49,50） - 中井和哉
- ナレーション - 古川登志夫

### 主なゲスト
- 宮内刑事 - 石山雄大（Episode.01）
- OL - 宮岡弥生（Episode.02）
- 衛里香 - 吉木りさ（Episode.03・04）
- 敏郎 - エド山口（Episode.03・04）
- 京子 - 藤井佳代子（Episode.03・04）
- 日渡氷狩 - 上村祐翔（Episode.07・08）
- 幼い茉莉花 - 浅黄理紗（Episode.07・08）
- 会社員 - 水口真吾、長谷川香織（Episode.07・08）
- アリエナイザーに殺される女性[注釈 5] - 小野友紀（Episode.08）[22]
- ティアラ - 柏幸奈（Episode.09・10）
- 教授 - 小寺大介（Episode.14）
- 隊員 - 辺見務（Episode.16）
- 隊員 - 松本航平（Episode.19）
- 店長 - 芝崎昇（Episode.20）
- ボディガード - 横山一敏（Episode.26）
- リングアナ - 吉水孝宏（Episode.26）
- 少年時代の鉄幹 - 小室優太（Episode.28）
- 鉄幹の母親 - 松永香織（Episode.28）
- 鉄幹の父親 - 吉田勢生（Episode.28）
- ケンタ - 牧野晴（Episode.28）
- ケンタの母親 - 辻しのぶ（Episode.28）
- 看守 - 清家利一（Episode.28）
- 警官 - 田村義晃、岩田純（Episode.35）
- 少女 - 藤津摩衣（Episode.40）
- 仙一の少年時代 - 田島健吾（Episode.41）
- 巡査 - 三村幸司（Episode.41）
- 戸増美和 - 池田香織（Episode.42・43）
- 天文台の研究員[注釈 5] - 村松保利（Episode.42）
- 医師[注釈 5] - 伊藤利昭（Episode.44）
- 撮影スタッフ[注釈 5] - 増尾遵（Episode.45）
- OL - 小島美穂（Episode.47）

### スーツアクター
デカブレイク役には、同年に『仮面ライダー剣』でスーツアクターとして本格的に活動を開始した大岩永徳が抜擢された。
- デカレッド[出典 2]、デカベースロボ[25]、デカマスター（Episode.13）[27][29]、レオン星人ギョク・ロウ[30] - 福沢博文
- デカブルー[出典 3]、カジメリ星人ベン・G[33]、デビルキャプチャー5[30]、トート星人ブンター（Episode.32・33）[34]、テラン星人チョウ・サン[35] - 今井靖彦
- デカグリーン[出典 4] - 三村幸司
- デカグリーン（代役）[38] - 永瀬尚希
- デカイエロー[出典 5]、怪重機メガロリア[41] - 橋本恵子
- デカイエロー（代役）[42][40] - 中川素州
- デカピンク[出典 6] - 小島美穂
- ドギー・クルーガー[出典 7] / デカマスター[出典 8]、ライディングデカレンジャーロボ[45]、ザムザ星人シェイク[47]、スペキオン星人ジェニオ[13] - 日下秀昭
- デカブレイク[48][49][23][50] - 大岩永徳
- デカブレイク（Episode.50）[51] - 佐藤賢一
- デカスワン[22][52]、ユイルワー星人ミーメ[出典 9] - 小野友紀
- デカマスター[29]、イーガロイド[53]、トート星人ブンター（Episode.36）[52]、ゲド星人ウニーガ[54] - 岡元次郎
- エージェント・アブレラ[出典 10] - 岡本美登
- オカーナ星人エイミー[56]、シンノー星人ハクタク（Episode.25）[57]、チャンベーナ星人ギン[58][59] - 神尾直子[注釈 6]
- リバーシア星人ブリッツ・ヘルズ[61]、デカレッド（代役）[61] - 大藤直樹
- アリエナイザー[注釈 7]、デカレッド[62]、ドロイド[67]、デカブライト[30] - 大林勝
- リバーシア星人ボンゴブリン・ヘルズ[68]、アッティカ・アルパチ[34]、シンノー星人ハクタク（Episode.25）[57]、ポッペン星人ハイマル[52]、ギモ星人アンゴール[54]、ドラグ星人ガニメデ（Episode.50）[69] - 村岡弘之
- リバーシア星人サキュバス・ヘルズ[70] - 蜂須賀祐一
- ワンデ星人ニワンデ[65]、ブコス星人ジャッキル[30] - 矢部敬三
- ドラグ星人ガニメデ[54]、デカブルー（Episode.50）[71] - 竹内康博
- ギモ星人アンゴール[54] - 三住敦洋

## スタッフ
前作まで5年連続でチーフを務めた日笠淳が『仮面ライダー剣』のプロデューサーに転じたため、前2作でサブを務めていた塚田英明が東映側チーフプロデューサーに新たに就任。また、テレビ朝日側プロデューサーにはそれまで長らくドキュメンタリー畑を歩んできたシュレック・ヘドウィックを起用。ヘドウィックは『太陽戦隊サンバルカン』の大ファンでもある日本育ちのオーストラリア人で、スーパー戦隊シリーズにおいて外国人プロデューサーの起用は初の試みでもあった。またデカレンジャーのメンバーが任務了解時に発する「ロジャー」の発音や、後述の通り全篇通して英単語を重ねたフォーマットであったサブタイトルの最終決定など、本作品では作中で使用される用語を決める際にヘドウィックのアドバイスが入るケースも多々見られた。
メインライターは前作『爆竜戦隊アバレンジャー』に引き続き荒川稔久が担当。サブライターでは戦隊メインライター経験者の武上純希、戦隊は初となる横手美智子が脇を固めている。
演出陣ではパイロット監督を渡辺勝也が務めたほか、ベテランの辻野正人、坂本太郎に加えこれまでなかなかシリーズで監督専任になれなかった竹本昇、中澤祥次郎が本作品にて数々のエピソードを多数演出し、本作品以降は名実ともに戦隊シリーズ演出陣の中枢に食い込むことになった。そしてアクション監督にはこれまでメインの竹田道弘に代わり石垣広文が新たに就任。
キャラクターデザインには、過去にもスーパー戦隊シリーズやメタルヒーローシリーズに多数携わった経験を持つ森木靖泰が初めてメインで参加、またそれをサポートする形で企画者104所属の松井大も名を連ねている。
チーフ撮影監督には久々に松村文雄が復帰、大沢信吾とともにシリーズの映像面を支えることになった。松村は『美少女戦士セーラームーン』を担当していたが、初めてチーフプロデューサーを務める塚田から依頼され、同作品プロデューサーの白倉伸一郎からパイロットだけとの許可を得て参加した。その後、『セーラームーン』の終了にあわせ、劇場版を経て本作品に戻った。また『超力戦隊オーレンジャー』終了後は営業に専念していた鈴木武幸が制作統括として復帰している。
パイロット版の特撮美術には、当時制作中であった『デビルマン』からの繋がりで三池敏夫がノンクレジットで参加している。特撮監督の佛田洋からはクレジットに記載することも提案されていたが、「自分よりも若い人を出してくれ」と述べて辞退した。
- 制作統括 - 鈴木武幸（東映）
- プロデュース - シュレック・ヘドウィック（テレビ朝日）、塚田英明・土田真通（東映）、矢田晃一（東映エージエンシー）
- 原作 - 八手三郎
- 連載 - テレビマガジン、てれびくん
- 脚本 - 荒川稔久、武上純希、横手美智子
- 監督 - 渡辺勝也、辻野正人、竹本昇、坂本太郎、中澤祥次郎、鈴村展弘
- 撮影 - 松村文雄、大沢信吾
- 助監督 - 竹本昇、中沢祥次郎、富田卓、井澤辰幸、息邦夫、安養寺工、荒川史絵、福島宏介、大峯靖弘、田村孝蔵
- プロデューサー補 - 泉谷裕
- アクション監督 - 石垣広文、竹田道弘（ジャパンアクションエンタープライズ）、新堀和男（レッドアクションクラブ）[注釈 12]
- 装飾協力 - アキレス、ZETT
- オートバイ協力 - カワサキモータースジャパン
- 撮影協力 - 東京都庁、さいたまスーパーアリーナ
- 音楽 - 亀山耕一郎
- デザイン協力 - プレックス
- キャラクターデザイン - 森木靖泰、松井大、原田吉郎[注釈 13]
- 企画協力 - 企画者104
- 特撮研究所
  - 特撮スーパーバイザー - 高橋政千
  - 撮影 - 中根伸治、鈴木啓造
  - 照明 - 安藤和也、池尾利夫
  - 美術 - 松浦芳、梶政幸、三池敏夫（ノンクレジット[11]）
  - 操演 - 鈴木昶、中山亨
  - デジタルエフェクト - 足立亨、岩元浩志、瀬川信康
- 特撮監督 - 佛田洋
- 制作 - テレビ朝日、東映、東映エージエンシー

## 音楽
主題歌
オープニングテーマはアニメ作品を中心に活躍するロックデュオ・サイキックラバー、エンディングテーマは『ジャッカー電撃隊』以来の登場となるささきいさおが担当。新たな試みとして、Episode.17以降はヒロインがメインの回では、通常とは異なるエンディングテーマが使用されていた。
オープニングテーマ「特捜戦隊デカレンジャー」
作詞：吉元由美 / 作曲：宮崎歩 / 編曲：京田誠一 / 歌：サイキックラバー
オープニング映像では、歌のサビの部分で毎回その回のアリエナイザーまたは怪重機が一瞬映るのが特徴。また、オープニングのナレーションはタイトルコールの後に流れる。
前2作同様、最終話はオープニング無し（タイトルコールと最終話独自のオープニングナレーションのみ）で始まり、エピローグで本曲が使用された。
エンディングテーマ
「ミッドナイト デカレンジャー」
作詞：藤林聖子 / 作曲：高取ヒデアキ / 編曲：亀山耕一郎 / 歌：ささきいさお、森の木児童合唱団
劇中では、エンディング映像に登場するエイリアンのバンド「ロケットシップ・ベイビーズ」が演奏しているという設定。
「girls in trouble! DEKARANGER」（Episode.17・24・27・31・35・39）
作詞：藤林聖子 / 作曲：ゆうまお / 編曲：西端幸彦 / 歌：ジャスミン&ウメコ with デカレンボーイズ（バン・ホージー・センちゃん）
Episode.17からEpisode.39まで、女性メンバー（ジャスミンもしくはウメコ）が主役のエピソードの時限定で使用された。最後に使われたEpisode.39では、劇中挿入歌としても使用。また、劇場版『特捜戦隊デカレンジャー THE MOVIE フルブラスト・アクション』では、バンら男性4人も一緒に歌った「THE MOVIE VERSION DEKARANGER」を使用。
- メロディは元々エンディングテーマのコンペに提出されていた楽曲の1つで、採用には至らなかったもののスタッフから好評だったことにより、もう一つのエンディングテーマとして再構成された。また主題歌として使用される前より、亀山耕一郎の編曲によるインストゥルメンタル版も劇伴として使用されている。テレビサイズはミニコーナーを挟む関係で、フルサイズにはないギターソロがイントロに追加されている。
- 日本コロムビアプロデューサーの八木仁は、メンバーが演奏しているという体裁の演出が以後のシリーズでのキャラクターソングの基本形になったと評している。
- 『非公認戦隊アキバレンジャーシーズン痛』において第5話のエンディングテーマとして赤木信夫（和田正人）とツー将軍（堀川りょう）が本曲をカバーしている。

挿入歌

「ビルドアップ! デカレンジャーロボ」（Episode.02・04・08・15・20・24・28）
作詞：八手三郎 / 作曲・編曲：亀山耕一郎 / 歌：高取ヒデアキ
「デカレンジャーアクション」（Episode.10・14・15）
作詞・作曲：YOFFY / 編曲：サイキックラバー、大石憲一郎 / 歌：サイキックラバー
Episode.12・24ではインストゥルメンタル版が使用された。
「レスリーの青い月」（劇場版）
作詞：藤林聖子 / 作曲・編曲：亀山耕一郎 / 歌：小枝
「SWAT ON デカレンジャー」（Episode.33・42）
作詞：桑原永江 / 作曲：YOFFY / 編曲：サイキックラバー、大石憲一郎 / 歌：サイキックラバー
Episode.33ではインストゥルメンタル版と併用して、Episode.47ではインストゥルメンタル版のみ使用された。
「飛べよデカウイングロボ!」（Episode.34・35）
作詞：桑原永江 / 作曲・編曲：亀山耕一郎 / 歌：高取ヒデアキ
「私だけのぬくもり」（Episode.37）
作詞：荒川稔久 / 作曲：亀山耕一郎 / 編曲：高木洋 / 歌：朝川ひろこ
マイク星人テレサが経営しているバーで、彼女が歌っていた。
「デカマスターNEVER STOP」（Episode.13）
作詞：桑原永江 / 作曲・編曲：亀山耕一郎 / 歌：ささきいさお
Episode.16ではインストゥルメンタル版が使用された。
「Buddy Murphy〜マーフィーはともだち」
作詞：藤林聖子 / 作曲・編曲：亀山耕一郎 / 歌：堀江美都子
「デカブレイク全開!!」（Episode.22・23・29）
作詞：桑原永江 / 作曲・編曲：亀山耕一郎 / 歌：遠藤正明
Episode.29ではインストゥルメンタル版と併用された。
「手のひらを太陽に」
作詞：やなせたかし / 作曲：いずみたく / 歌：胡堂小梅（菊地美香）

キャラクターソング
「BANG! BANG!」（Episode.38・43）
作詞：桑原永江 / 作曲：吉川慶 / 編曲：岩﨑元是 / 歌：赤座伴番（載寧龍二）
Episode.38ではバンが自転車をこいでいる際に鼻歌で歌っていた。Episode.43では隕石破壊に向かうデカウイングロボ内でバンがアカペラで歌っているが、音程が違うため気付き辛い。
「BLUE is the SKY」（Episode.37）
作詞：呉龍彦 / 作曲：SOTARO@ZZ&Aphie / 編曲：Principia Music feat.平川達也 / 歌：戸増宝児（林剛史）
ネクタイを整えるホージーが口ずさんでいた。
「railway to happiness 〜いつも笑っていられるように」
作詞：伊藤陽佑 / 作曲・編曲：渡部チェル / 歌：江成仙一（伊藤陽佑）
「hard rain〜止まない雨はない」
作詞：木下あゆ美 / 作曲・編曲：渡部チェル / 歌：礼紋茉莉花（木下あゆ美）
「すなお 〜今を信じて」（Episode.46）
作詞：菊地美香 / 作曲：杉浦篤 / 編曲：岩崎元是 / 歌：胡堂小梅（菊地美香）
「"TETSU"の意志で!」（Episode.36）
作詞・作曲：高取ヒデアキ / 編曲：籠島裕昌 / 歌：姶良鉄幹（吉田友一）
テツが鉄工所を掃除しているシーンで鼻歌で歌っていた。
「MOTHER UNIVERSE」（Episode.36）
作詞：吉元由美 / 作曲・編曲：亀山耕一郎 / 歌：白鳥スワン（石野真子）

その他（イメージソングなど）
「デカレンジャーたいそう」
作詞：桑原永江 / 作曲・編曲：亀山耕一郎 / 歌：載寧龍二とジュニアSP合唱団
「デカレンジャーアクション（アコースティックバージョン）」
作詞・作曲：YOFFY / 編曲：サイキックラバー / 歌：サイキックラバー
「私だけのぬくもり（スキャットバージョン）」
作詞：荒川稔久 / 作曲：亀山耕一郎 / 編曲：高木洋 / スキャット：朝川ひろこ
「私だけのぬくもり（farewell song version）」
作詞：荒川稔久 / 作曲：亀山耕一郎 / 編曲：高木洋 / 歌：朝川ひろこ
「プリマハム デカレンジャー」
作詞：奥田明好 / 作曲：島崎早月 / 歌：大門一也
プリマハム「デカレンジャーソーセージ」CMソング。2004年11月にリリースされた「特捜戦隊デカレンジャー・オリジナルアルバム ファイナル・レポート 特捜サウンドファイル4&5」に収録。
「一月一日」
歌：サイキックラバー、五條真由美
「デカ・プリのクリスマス」
歌：サイキックラバー、五條真由美
「デカレンジャーおうえん歌」
歌：サイキックラバー
以上の3曲は『特捜戦隊デカレンジャー&ふたりはプリキュア 冬休みおたのしみスペシャルCD』に収録。また同CDのドラマパートではバンとホージーがプリキュアの二人と共演している。

## 放送日程
放送回のカウントには「Episode（話数）」の語句が用いられており、またサブタイトルのフォーマットはいずれも「英単語を二つ重ねて造語にする」という法則の元、「○○・××」というカタカナの表記に統一されている。このフォーマットについて塚田プロデューサーは、単語自体は出来る限り分かりやすいものを選びつつ、一方で組み合わせた際の印象としては雰囲気で意味を掴めるくらいの、ちょっと聞きなれないワードになるよう意識していることを明らかにしている。
| 放送日         | 放送回 （Episode） | サブタイトル                     | 登場アリエナイザー、宇宙の住人 | 登場怪重機、メカ                                         | 脚本       | アクション監督        | 監督       |
| -------------- | ------------------ | -------------------------------- | --- | -------------------------------------------------------- | ---------- | --------------------- | ---------- |
| 2004年02月15日 | 01                 | ファイヤーボール・ニューカマー   | - ラブーリ星人バラン・スー - ディアマンテ星人ドン・モヤイダ 人間体（コートの男）、声 - 菊池隆則 | - スカラベーダー                                         | 荒川稔久   | 石垣広文              | 渡辺勝也   |
| 2月22日        | 02                 | ロボ・インパクト                 | - ディアマンテ星人ドン・モヤイダ | - ファンクラッシャー                                     | 荒川稔久   | 石垣広文              | 渡辺勝也   |
| 2月29日        | 03                 | パーフェクト・ブルー             | - グローザ星人ヘルヘヴン 声 - 酒井敬幸 Episode.03のみ - リコモ星人ケバキーア 声 - 戸部公璽 - フラグラント星人一家 - 衛里香 演 - 吉木りさ - 敏郎 演 - エド山口 - 京子 演 - 藤井佳代子 | - デビルキャプチャー                                     | 荒川稔久   | 石垣広文              | 辻野正人   |
| 3月07日        | 04                 | サイバー・ダイブ                 | - グローザ星人ヘルヘヴン 声 - 酒井敬幸 Episode.03のみ - リコモ星人ケバキーア 声 - 戸部公璽 - フラグラント星人一家 - 衛里香 演 - 吉木りさ - 敏郎 演 - エド山口 - 京子 演 - 藤井佳代子 | - デビルキャプチャー2                                    | 荒川稔久   | 石垣広文              | 辻野正人   |
| 3月14日        | 05                 | バディ・マーフィー               | - アンリ星人ベイルドン 声 - 三宅健太 - ドルトック星人マノ・マーク（岩木） 演 - みのすけ | -                                                        | 荒川稔久   | 石垣広文              | 竹本昇     |
| 3月21日        | 06                 | グリーン・ミステリー             | - ジューザ星人ブライディ 声 - 沼田祐介 - リドミハ星人 - カーサス 人間体（和崎宏美）、声 - 林知花 - カーミア（和崎良美） 演 - 福田峰子 | -                                                        | 荒川稔久   | 石垣広文              | 竹本昇     |
| 3月28日        | 07                 | サイレント・テレパシー           | - クウォータ星人ダゴネール 声 - 高戸靖広 - 名称不明のアリエナイザー 演 - 岡元次郎 Episode.08のみ | - エンバーンズ                                           | 荒川稔久   | 石垣広文              | 渡辺勝也   |
| 4月04日        | 08                 | レインボー・ビジョン             | - クウォータ星人ダゴネール 声 - 高戸靖広 - 名称不明のアリエナイザー 演 - 岡元次郎 Episode.08のみ | - エンバーンズ                                           | 荒川稔久   | 石垣広文              | 渡辺勝也   |
| 4月11日        | 09                 | ステイクアウト・トラブル         | - ザムザ星人 - シェイク スーツアクター、声 - 日下秀昭 - マイラ 演 - 中本奈奈 | - シノビシャドー                                         | 武上純希   | 石垣広文              | 坂本太郎   |
| 4月18日        | 10                 | トラスト・ミー                   | - ザムザ星人 - シェイク スーツアクター、声 - 日下秀昭 - マイラ 演 - 中本奈奈 | - シノビシャドー                                         | 武上純希   | 石垣広文              | 坂本太郎   |
| 4月25日        | 11                 | プライド・スナイパー             | - ビリーザ星人ヴィーノ 人間体、声 - 郷本直也 - ギガンテス | -                                                        | 荒川稔久   | 石垣広文              | 中澤祥次郎 |
| 5月02日        | 12                 | ベビーシッター・シンドローム     | - オカーナ星人エイミー 声 - 中山さら | - デビルキャプチャー3                                    | 荒川稔久   | 石垣広文              | 中澤祥次郎 |
| 5月09日        | 13                 | ハイヌーン・ドッグファイト       | - カジメリ星人ベン・G 声 - 檜山修之 | - テリブルテーラー                                       | 荒川稔久   | 石垣広文              | 竹本昇     |
| 5月16日        | 14                 | プリーズ・ボス                   | - クリスト星人ファーリー 声 - 江川央生 | - デビルキャプチャー4                                    | 荒川稔久   | 石垣広文              | 竹本昇     |
| 5月23日        | 15                 | アンドロイド・ガール             | - ティタン星人メテウス 声 - 小谷津央典 - メリア（フローラ） 演 - 彩月貴央 | - キャノングラディエーター                               | 武上純希   | 石垣広文              | 渡辺勝也   |
| 5月30日        | 16                 | ジャイアント・デストロイヤー     | - ティタン星人メテウス 声 - 小谷津央典 - メリア（フローラ） 演 - 彩月貴央 | - マシンモンスター・ギーガス                             | 武上純希   | 石垣広文              | 渡辺勝也   |
| 6月06日        | 17                 | ツインカム・エンジェル           | - オズチュウ星人イーアル 人間体、声 - ダンディ坂野 - パーフェク星人サークルバ | -                                                        | 荒川稔久   | 石垣広文              | 渡辺勝也   |
| 6月13日        | 18                 | サムライ・ゴーウエスト           | - ゾイナー星人ベートニン 声 - 岩尾万太郎 | - ビグドローワー                                         | 荒川稔久   | 石垣広文              | 坂本太郎   |
| 6月27日        | 19                 | フェイク・ブルー                 | - ウージョン星人ジンチェ 声 - 堀之紀 | - シノビシャドー2                                        | 荒川稔久   | 石垣広文              | 坂本太郎   |
| 7月04日        | 20                 | ランニング・ヒーロー             | - ゲルマー星人バイズ・ゴア 声 - 関智一 | - キャノングラディエーター2                              | 横手美智子 | 石垣広文              | 竹本昇     |
| 7月11日        | 21                 | マッド・ブラザーズ               | - リバーシア星人ヘルズ3兄弟 - ブリッツ 声 - 土田大 - ボンゴブリン 声 - 桜井敏治 Episode.21&22のみ - サキュバス 演 - 蒲生麻由 | - ゴッドパウンダー Episode.21&23のみ                     | 武上純希   | 石垣広文              | 竹本昇     |
| 7月18日        | 22                 | フルスロットル・エリート         | - リバーシア星人ヘルズ3兄弟 - ブリッツ 声 - 土田大 - ボンゴブリン 声 - 桜井敏治 Episode.21&22のみ - サキュバス 演 - 蒲生麻由 | - ゴッドパウンダー Episode.21&23のみ                     | 荒川稔久   | 石垣広文              | 中澤祥次郎 |
| 7月25日        | 23                 | ブレイブ・エモーション           | - リバーシア星人ヘルズ3兄弟 - ブリッツ 声 - 土田大 - ボンゴブリン 声 - 桜井敏治 Episode.21&22のみ - サキュバス 演 - 蒲生麻由 | - ゴッドパウンダー Episode.21&23のみ                     | 荒川稔久   | 石垣広文              | 中澤祥次郎 |
| 8月01日        | 24                 | キューティー・ネゴシエイター     | - ドラド星人ゴルドム 声 - 黒田崇矢 - バリス星人 - アッティカ・アルパチ 声 - 島田敏 - アッティカ・アルパチjr 声 - 松本さち | - テリブルテーラー2                                      | 武上純希   | - 新堀和男 - 石垣広文 | 辻野正人   |
| 8月08日        | 25                 | ウィットネス・グランマ           | - スピリト星人ビョーイ 声 - 塩野勝美 - シンノー星人ハクタク 声 - 鈴木れい子、演（少女体） - 近野成美 | - ハンタージェット                                       | 武上純希   | - 新堀和男 - 石垣広文 | 辻野正人   |
| 8月15日        | 26                 | クール・パッション               | - タイラー星人ダーデン 声 - 佐藤正治 - バンダレ星人ジーバ 声 - 髙階俊嗣 - ビース星人ビーリング 声 - 下山吉光 - エイリアン客 声 - 清川元夢 | - アルティメットイビル                                   | 横手美智子 | - 新堀和男 - 石垣広文 | 坂本太郎   |
| 8月22日        | 27                 | ファンキー・プリズナー           | - バリゲ星人ミリバル 人間体、声 - 大林勝 - ワンデ星人ニワンデ 声 - 津久井教生 | -                                                        | 荒川稔久   | - 新堀和男 - 石垣広文 | 坂本太郎   |
| 8月29日        | 28                 | アリエナイザー・リターンズ       | - パウチ星人ボラペーノ 声 - 坂口候一 - コピーアリエナイザー - スペキオン星人ジェニオ 声 - 野田圭一 | - ゴッドパウンダー（コピー）                             | 武上純希   | 石垣広文              | 竹本昇     |
| 9月05日        | 29                 | ミラー・リベンジャー             | - スペキオン星人ジェニオ | - メガロリア                                             | 武上純希   | 石垣広文              | 竹本昇     |
| 9月12日        | 30                 | ギャル・ハザード                 | - スロープ星人 - ファラウェイ 演 - あじゃ - ピロジー 演 - 上口耕平 | - ナイトチェイサー - デビルキャプチャー5                 | 荒川稔久   | 石垣広文              | 中澤祥次郎 |
| 9月19日        | 31                 | プリンセス・トレーニング         | - プコス星人ジャッキル 声 - 遠近孝一 - トカーサ星人 - イオ・ヨンマールイッチ 演 - 菊地美香 - ゴーチャ 演 - 小杉勇二 - マチカ 演 - 河野しずか | - キャノングラディエーター3                              | 荒川稔久   | 石垣広文              | 中澤祥次郎 |
| 9月26日        | 32                 | ディシプリン・マーチ             | - カラカズ星人サノーア 声 - 田中総一郎 - ボッツ星人ゾータク 声 - 川津泰彦 - トート星人ブンター 声 - 楠見尚己 - 母親 声 - 熊谷ニーナ Episode.32のみ | - ハンタージェット                                       | 横手美智子 | 石垣広文              | 辻野正人   |
| 10月03日       | 33                 | スワットモード・オン             | - カラカズ星人サノーア 声 - 田中総一郎 - ボッツ星人ゾータク 声 - 川津泰彦 - トート星人ブンター 声 - 楠見尚己 - 母親 声 - 熊谷ニーナ Episode.32のみ | -                                                        | 横手美智子 | 石垣広文              | 辻野正人   |
| 10月10日       | 34                 | セレブ・ゲーム                   | - サウザン星人ギネーカ 声 - 山口勝平 - ハンドレ星人デーチョ 声 - 高瀬右光 - テンテ星人シロガー 声 - 北島淳司 - チャンベーナ星人ギン 声 - 鉄炮塚葉子 - シンノー星人ハクタク 声 - 鈴木れい子 | - ミリオンミサイル - アルティメットイビル - エンバーンズ | 武上純希   | 石垣広文              | 鈴村展弘   |
| 10月17日       | 35                 | アンソルブド・ケース             | - テンカオ星人 - ラジャ・ナムナン 声 - 田中亮一 - ゴレン・ナシ 人間体、声 - 藤田清二 - ヤム・トムクン 人間体 - 七枝実 - テラン星人チョウ・サン 声 - 加藤精三 | - ナイトチェイサー2                                      | 武上純希   | 石垣広文              | 鈴村展弘   |
| 10月24日       | 36                 | マザー・ユニバース               | - ポッペン星人ハイマル 声 - 龍田直樹 - トート星人ブンター | - デビルキャプチャー6 - フランケンザウルス               | 横手美智子 | 石垣広文              | 渡辺勝也   |
| 10月31日       | 37                 | ハードボイルド・ライセンス       | - マイク星人 - クロード 人間体、声 - 辻本祐樹 - テレサ 演 - 田中千絵 | -                                                        | 荒川稔久   | 石垣広文              | 渡辺勝也   |
| 11月07日       | 38                 | サイクリング・ボム               | - アラドン星人ギャンジャバ 人間体、声 - 岡本美登 - ファルファ星人ヤーコ幼体・成体 演、声 - 中川翔子 | - キャノングラディエーター4                              | 武上純希   | 石垣広文              | 竹本昇     |
| 11月14日       | 39                 | レクイエム・ワールド             | - ユイルワー星人ミーメ 声 - 富沢美智恵 | - メガロリア2                                            | 荒川稔久   | 石垣広文              | 竹本昇     |
| 11月21日       | 40                 | ゴールドバッヂ・エデュケーション | - パイロウ星人コラチェク 声 - 島田敏 - リサ・ティーゲル（デカブライト） 演 - 七森美江 | - 超LLサイズ・フレイムギア                               | 横手美智子 | 石垣広文              | 中澤祥次郎 |
| 11月28日       | 41                 | トリック・ルーム                 | - アサシン星人ジンギ 声 - 高山みなみ - ザブン星人ドン・ブラコ 声 - 宗矢樹頼 - ギラーク星人ドン・ビアンコ 声 - 江川大輔 | - アルティメットイビル2                                  | 武上純希   | 石垣広文              | 中澤祥次郎 |
| 12月05日       | 42                 | スカル・トーキング               | - スマスリーナ星人ニカレーダ 声 - 柴本浩行 - ミノロ星人モンテーン博士 声 - 清川元夢 - 宇宙生物ブラウゴール（兄） | -                                                        | 荒川稔久   | 石垣広文              | 坂本太郎   |
| 12月12日       | 43                 | メテオ・カタストロフ             | - 宇宙生物ブラウゴール（弟） | -                                                        | 荒川稔久   | 石垣広文              | 坂本太郎   |
| 12月19日       | 44                 | モータル・キャンペーン           | - ボクデン星人ビスケス 声 - 草尾毅 - 師匠 声 - 柴田秀勝 | - ビグドローワー2                                        | 武上純希   | 石垣広文              | 鈴村展弘   |
| 12月26日       | 45                 | アクシデンタル・プレゼント       | - アモーレ星人バーチョ 声 - 松野太紀 - バンダレ星人ジーバ 声 - 髙階俊嗣 | -                                                        | 横手美智子 | 石垣広文              | 鈴村展弘   |
| 2005年01月09日 | 46                 | プロポーズ・パニック             | - スケコ星人マシュー 人間体（ヒロノブ） - 松本博之、声 - 細井治 | - ハンタージェット2                                      | 荒川稔久   | 石垣広文              | 中澤祥次郎 |
| 1月16日        | 47                 | ワイルドハート・クールブレイン   | - ダイナモ星人テリーX 声 - 浜田賢二 - レオン星人ギョク・ロウ 声 - 浪川大輔 | -                                                        | 武上純希   | 石垣広文              | 中澤祥次郎 |
| 1月23日        | 48                 | ファイヤーボール・サクセション   | - クラーン星人ジェリフィス 声 - 塩屋浩三 - スドラ星人ギレーヌ 声 - 沼田祐介 | - ミリオンミサイル - アブトレーラー                      | 横手美智子 | - 竹田道弘 - 石垣広文 | 竹本昇     |
| 1月30日        | 49                 | デビルズ・デカベース             | - レイン星人エージェント・アブレラ - 最強最悪の傭兵軍団 - ゲド星人ウニーガ 声 - 中井和哉 - ドラグ星人ガニメデ 声 - 岸祐二 - ギモ星人アンゴール 声 - 園部啓一 Episode.49のみ - ジャーゴ星人スキーラ 声 - 篠原恵美 - チャンベーナ星人ギン 声 - 鉄炮塚葉子 Episode.49のみ - シンノー星人ハクタク 声 - 鈴木れい子 Episode.49のみ - レオン星人ギョク・ロウ 声 - 浪川大輔 Episode 50のみ | - アブトレックス                                         | 荒川稔久   | - 竹田道弘 - 石垣広文 | 竹本昇     |
| 2月06日        | 50                 | フォーエバー・デカレンジャー     | - レイン星人エージェント・アブレラ - 最強最悪の傭兵軍団 - ゲド星人ウニーガ 声 - 中井和哉 - ドラグ星人ガニメデ 声 - 岸祐二 - ギモ星人アンゴール 声 - 園部啓一 Episode.49のみ - ジャーゴ星人スキーラ 声 - 篠原恵美 - チャンベーナ星人ギン 声 - 鉄炮塚葉子 Episode.49のみ - シンノー星人ハクタク 声 - 鈴木れい子 Episode.49のみ - レオン星人ギョク・ロウ 声 - 浪川大輔 Episode 50のみ | -                                                        | 荒川稔久   | - 竹田道弘 - 石垣広文 | 竹本昇     |

## 評価
玩具売り上げは前作『アバレンジャー』のキャラクター収入・130億円から、本作品では116億円と低下した一方、主題歌シングルは番組の人気に乗り10万枚を突破するセールスを記録するなど、玩具以外の商品面は成功を収めた。
また本作品の放送終了後も、2006年には第45回日本SF大会において、スーパー戦隊シリーズとしては初めて第37回星雲賞メディア部門を受賞。
さらに『特捜戦隊デカレンジャー 10 YEARS AFTER』（2015年）や『スペース・スクワッド ギャバンVSデカレンジャー』（2017年）『特捜戦隊デカレンジャー 20th ファイヤーボール・ブースター』（2024年）のように、放送終了から20年以上を経てなおVシネマという形で続編にあたる新作が度々制作されている。

## 放映ネット局
| 対象地域       | 放送局           | 備考              |
| -------------- | ---------------- | ----------------- |
| 関東広域圏     | テレビ朝日       | キーステーション  |
| 北海道         | 北海道テレビ     |                   |
| 青森県         | 青森朝日放送     |                   |
| 岩手県         | 岩手朝日テレビ   |                   |
| 宮城県         | 東日本放送       |                   |
| 秋田県         | 秋田朝日放送     |                   |
| 山形県         | 山形テレビ       |                   |
| 福島県         | 福島放送         |                   |
| 新潟県         | 新潟テレビ21     |                   |
| 富山県         | 北日本放送       | 日本テレビ系列局  |
| 石川県         | 北陸朝日放送     |                   |
| 福井県         | 福井テレビ       | フジテレビ系列局  |
| 山梨県         | 山梨放送         | 日本テレビ系列局  |
| 長野県         | 長野朝日放送     |                   |
| 静岡県         | 静岡朝日テレビ   |                   |
| 中京広域圏     | 名古屋テレビ     |                   |
| 近畿広域圏     | 朝日放送         | 現 朝日放送テレビ |
| 鳥取県・島根県 | 山陰中央テレビ   | フジテレビ系列局  |
| 広島県         | 広島ホームテレビ |                   |
| 山口県         | 山口朝日放送     |                   |
| 徳島県         | 四国放送         | 日本テレビ系列局  |
| 香川県・岡山県 | 瀬戸内海放送     |                   |
| 愛媛県         | 愛媛朝日テレビ   |                   |
| 高知県         | テレビ高知       | TBS系列局         |
| 福岡県         | 九州朝日放送     |                   |
| 長崎県         | 長崎文化放送     |                   |
| 熊本県         | 熊本朝日放送     |                   |
| 大分県         | 大分朝日放送     |                   |
| 宮崎県         | 宮崎放送         | TBS系列局         |
| 鹿児島県       | 鹿児島放送       |                   |
| 沖縄県         | 琉球朝日放送     |                   |

## 他媒体展開
各作品における詳細はリンク先を参照。

### 映像ソフト化
いずれも発売元は東映ビデオ。本作品より、セル・レンタルのVHS・DVDのリリースが8月リリース開始、翌年7月（レンタルの場合は翌年7月2週目の金曜日）終了というスケジュールに移行し、その都合上前作『爆竜戦隊アバレンジャー』の映像ソフトと並行してのリリースとなった。
- ビデオ（VHS、セル、レンタル共通）は2004年8月から2005年7月にかけて、全12巻（各巻4話（11・12巻のみ5話）収録）がリリースされた。
- DVDは2004年8月6日から2005年7月21日にかけて、全12巻（各巻4話（11・12巻のみ5話）収録）がリリースされた。
- Blu-ray BOXは2015年8月5日から12月9日にかけて全3巻（各BOX3枚組、16話（BOX3のみ18話）収録）がリリースされた。

この他、テレビシリーズを再編集したHEROクラブのビデオ・DVDが、2004年5月21日から7月21日にかけて全2巻が発売された。

### 他テレビシリーズ
『轟轟戦隊ボウケンジャー』
同作品のTask31にて、番組ラストに挿入されるミニコーナー「30th ANNIVERSARY」にマーフィーK9が登場。
『海賊戦隊ゴーカイジャー』
第1話に全員が、第5話にバンとジャスミンとドギーが、それ以降にデカレンジャーの大いなる力としてパトストライカーが、第51話（最終話）にドギーが登場。
『非公認戦隊アキバレンジャー』
第2話において、デカレッドが妄想内で登場。またバン役の載寧も同話数にて本人役で出演。
『宇宙戦隊キュウレンジャー』
Space.18にデカレンジャーの6人とドギー、デカウイングロボが登場。このうちバン、センちゃん、ウメコ、ドギーは変身前の姿でも登場している。
『4週連続スペシャル スーパー戦隊最強バトル!!』
ドギーが登場。

### 映画作品
『特捜戦隊デカレンジャー THE MOVIE フルブラスト・アクション』
本作品の単独作品。
『ゴーカイジャー ゴセイジャー スーパー戦隊199ヒーロー大決戦』
ウメコ、デカレンジャーロボ、マーフィーK9、ドギー / デカマスターが登場。
『海賊戦隊ゴーカイジャー THE MOVIE 空飛ぶ幽霊船』
エージェント・アブレラ、各ドロイドが登場。
『仮面ライダー×スーパー戦隊 スーパーヒーロー大戦』
初期メンバー（通常形態、スワットモード）が登場。
『仮面ライダー×スーパー戦隊×宇宙刑事 スーパーヒーロー大戦Z』
初期メンバーおよびエージェント・アブレラが登場。
『機界戦隊ゼンカイジャー THE MOVIE 赤い戦い! オール戦隊大集会!!』
『機界戦隊ゼンカイジャー』の劇場作品。デカレッドが登場。
『セイバー+ゼンカイジャー スーパーヒーロー戦記』
仮面ライダー50周年×スーパー戦隊45作品記念作品。ドギー / デカマスターが登場。

### Vシネマ
特捜戦隊デカレンジャーVSアバレンジャー
魔法戦隊マジレンジャーVSデカレンジャー
特捜戦隊デカレンジャー 10 YEARS AFTER
スペース・スクワッド ギャバンVSデカレンジャー
ガールズ・イン・トラブル スペース・スクワッド EPISODE ZERO
特捜戦隊デカレンジャー 20th ファイヤーボール・ブースター

### オリジナルDVD
『轟轟戦隊ボウケンジャーVSスーパー戦隊』
『轟轟戦隊ボウケンジャー』のスーパー戦隊Vシネマ作品。ゲストとしてテツ/デカブレイクが登場。ボウケンレッドがディーマグナムを使用。
『てれびくんデラックス 愛蔵版 30大スーパー戦隊超全集』付録DVD
2007年発売のムック本の付録。解説役としてドギー・クルーガーが登場。稲田徹の新録音ナレーションにより、歴代戦隊玩具のCMやパワーレンジャーシリーズの解説が行われた。
『機界戦隊ゼンカイジャーVSキラメイジャーVSセンパイジャー』
2022年4月29日期間限定劇場上映、同年9月28日にBlu-ray&DVD発売。デカレンジャー（デカレッド - デカブレイク、デカマスター）が登場。

### 海外リメイク
- パワーレンジャー・S.P.D.

### ネット配信作品
『ヒーローママ☆リーグ』
2018年5月13日配信。礼紋茉莉花（ジャスミン）/デカイエローが出演。

### Webムービー

#### 特捜戦隊デカレンジャーwithトンボオージャー
『特捜戦隊デカレンジャーwithトンボオージャー』
2024年6月16日に東映特撮ファンクラブで配信されたスピンオフドラマ。2024年4月1日に、東映特撮ファンクラブが公式Xでヤンマ・ガストと日渡茉莉花のダブル主演作品「初恋刑事」を発表した。これはエイプリルフールだったが、翌4月2日に正式タイトルが発表された。
『特捜戦隊デカレンジャー 20th ファイヤーボール・ブースター』と同時期に撮影が行われ、『ファイヤーボール・ブースター』の監督である渡辺勝也も撮影に参加し、相互に映像が使用されている。
キャスト
- 日渡茉莉花 / デカイエロー - 木下あゆ美
- 胡堂小梅 / デカピンク - 菊地美香
- ヤンマ・ガスト / トンボオージャー - 渡辺碧斗『王様戦隊キングオージャー』
- 晴月天 / デカピンクその2 - 宮崎あみさ
- ヲゲラジームの声 - 松田健一郎
- ドギー・クルーガーの声 - 稲田徹
- ナレーター - 古川登志夫

スーツアクター
- デカイエロー - 橋本恵子
- デカピンク - 神尾直子
- トンボオージャー / ドギー・クルーガー - 増田広司
- デカピンクその2 - 武鎚亜紀子
- ドギー・クルーガー - 福沢博文

スタッフ
- 原作 - 八手三郎
- エグゼクティブプロデューサー - 塚田英明
- プロデューサー - 土田真通
- 脚本 - 西駿人
- 音楽 - 亀山耕一郎
- 撮影 - 田中勇二（JSC）
- 照明 - 山中秋男
- 美術 - 中塚拓也
- 録音 - 四方裕幸
- 映像 - 加藤勇人
- 編集 - 山口健
- 選曲 - 宮葉勝行
- 音響効果 - 桑原秀綱
- 整音 - 山口満大、原口崇正
- 記録 - 西村直美
- 助監督 - 匂坂力祥
- 装置 - 岡本文彰
- 装飾 - 三木雅彦
- 持道具 - 井上充
- 塗装 - 井口智敬
- 背景 - 田嶋なつ代
- 建具 - 山田芽生
- マーフィー操演 - 竹本昇
- アクション監督 - 福沢博文
- 製作 - 東映特撮ファンクラブ
- 制作プロダクション - 東映京都撮影所
- 監督 - 荒川史絵

#### 王様戦隊キングオージャー IN SPACE
『王様戦隊キングオージャー IN SPACE』
2024年11月10日に東映特撮ファンクラブで配信。『王様戦隊キングオージャー』のスピンオフ作品。ドギー、アーナロイドが登場。

## CS放送・ネット配信
CS放送
- 東映チャンネル
  - 2014年5月 - 11月
  - 2016年8月 - 2017年2月（いずれも「スーパー戦隊ワールド」枠）

ネット配信
- 東映特撮 YouTube Official
  - 2013年11月11日 - 2014年5月4日
  - 2016年10月14日 - 2017年4月7日
  - 2021年4月4日 - 9月26日
  - 2025年5月30日 -
- 東映特撮ニコニコおふぃしゃる
  - 2022年10月14日 - 2023年9月22日

## トピックス
- 特撮ファンでもある劇作家・中島かずきは、自身が座付き作家として関わっていた劇団☆新感線の舞台公演のパンフレットでも本作品を面白いと評している。それがきっかけとなって[89]、雑誌『HERO VISION』Vol.17にて塚田英明との対談が実現した。対談の中で中島は諸々の事情から映像化には至らなかったものの、本作品のために「宇宙警察内の汚職を盛り込んだ法廷劇」「銀河香港マフィアを絡めたエピソード」という2本のシナリオを構想していたことを明かしている[90]。
- 東京ドームシティアトラクションズのデカレンジャーショーで変身前の役者が出演する回はこれまでにない人気となり、最終日となった2005年3月13日の公演では、通常でも最多で1日6回のところを7回にまで拡大するという異例の措置が取られた。
- 『空想科学読本ミドリ』において、柳田理科雄とデカグリーン役の伊藤陽佑の対談が掲載されており、本作品のオーディション時のダミーネームが『電車戦隊トレインジャー』だったということが明かされている[91]。
- 『ミュージックステーション』の2004年10月8日・12月24日放送分にメンバーが登場。「恋愛戦隊シツレンジャー」を歌う後藤真希、松浦亜弥、安倍なつみの3人と共演した。
- テレビ番組『指名手配』の2005年3月16日放送分に、本番組より木下と菊地がゲスト出演。
- 本番組のスポンサー企業のひとつである牛角では、放送当時にはテレビCMへのメンバーの出演や劇中への登場などといったタイアップキャンペーンが行われた。
- 2018年7月、平成30年7月豪雨によりさいねいの出身地でもある広島県内各地も大規模な豪雨災害に見舞われた。これを受け、さいねいが発起人となりデカレンジャーメンバーにサイキックラバー、ドギー・クルーガー役の稲田徹らがアンテナショップ「ひろしまブランドショップTAU」にて募金活動を展開した[92]。